# 太平洋狼鯷
太平洋狼鯷（学名：Lycengraulis poeyi）為輻鰭魚綱鲱形目鳀科的其中一種，分布於中東太平洋區，從薩爾瓦多至巴拿馬海域，本魚體細長，吻部約2/3眼徑，鼻部圓鈍，頷骨適中，背部呈灰藍色，腹部銀白色，尾鰭黃色具黑色邊緣，臀鰭軟條21-24枚，體長可達20.5公分，棲息沿海、河口，會進行洄游，屬肉食性，以小魚及甲殼類為食，可做為食用魚。

## 擴展閱讀
維基物種上的相關：太平洋狼鯷